# سرزمین باسک شمالی

موقعیت سرزمین باسک

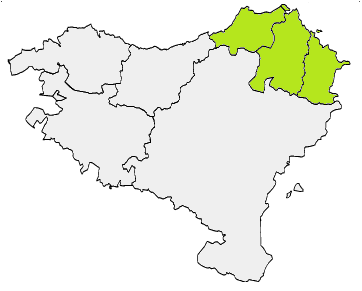
سرزمین باسک شمالی به رنگ سبز

سرزمین باسک شمالی (باسکی: Iparralde، فرانسوی: Pays basque français‎، اسپانیایی: País Vasco francés‎) یا باسک فرانسه، بخش شمالی سرزمین باسک است که در غرب شهرستان پیرنه-آتلانتیک فرانسه واقع شده است.

## جستارهای واسته
- کاتالونیای شمالی